# Chiesa di San Nicola Vescovo (Ferrara)
La chiesa di San Nicola Vescovo è la parrocchiale ad Albarea, frazione di Ferrara. Appartiene al vicariato di Sant'Apollinare dell'arcidiocesi di Ferrara-Comacchio e risale al XIV secolo.

## Storia
La documentazione storica cita la presenza di una chiesa ad Albarea già nel XIV secolo, e la descrive come orientata verso est.
Il vescovo di Ferrara Giovanni Tavelli descrisse la parrocchia nella documentazione relativa alle sue visite pastorali nel territorio ferrarese compiute nel XV secolo.
Nei primi anni del XVII secolo la struttura fu riedificata, ne venne modificato l'orientamento, verso sud, e la dedicazione fu decisa per San Nicolò di Bari. L'architetto ferrarese Giovan Battista Aleotti utilizzò un'antica torre in uso sino ad allora con scopi di segnalazione sulle valli attorno, in quel periodo, per trasformarla nel campanile della chiesa.
Nel XX secolo fu oggetto di due interventi di restauro, nel 1941 e nel 1963. Nel 2008 infine si pose mano al tetto e si realizzò il suo rifacimento.

## Descrizione

### Esterni
La chiesa parrocchiale si trova in posizione centrale a Jolanda di Savoia e mostra orientamento verso sud. La facciata a capanna è in cotto a vista con quattro paraste che reggono il frontone. Il portale è stato dotato di una nuova protezione moderna a vetrata. La torre campanaria si trova in posizione arretrata sulla sinistra e separata dalla chiesa.

### Interni
La navata interna è unica ampliata da due cappelle laterali. In controfacciata la cantoria ospita l'organo a canne. Il presbiterio è leggermente rialzato e l'adeguamento liturgico è stato realizzato nel 1970 ponendo la mensa al popolo davanti all'altare maggiore storico.